# Matilde Eiroa San Francisco
Matilde Eiroa San Francisco (Madrid, 2 octubre de 1960) és una historiadora espanyola especialitzada en història contemporània.

## Trajectòria
Eiroa va estudiar la carrera de Geografia i Història i el 1991 es va doctorar en Història Contemporània a la Universitat de Màlaga, amb una tesi titulada Màlaga tras la guerra. El asentamiento del sistema franquista (1939-1942).  Al 1992, va començar a treballar a la Universitat Europea de Madrid, on va ocupar diversos càrrecs directius. Al 2005, va obtenir una plaça a la Universitat Carles III de Madrid, on des de llavors exerceix com a docent i investigadora.
Les seves recerques s'han centrat en l'estudi de la història del segle xx a Espanya, especialment el període de la guerra civil, la violència i la repressió durant la dictadura franquista. Ha estat pionera en l'estudi de la repressió femenina i l'exili republicà. També ha contribuït significativament en la recuperació de la memòria històrica i democràtica i ha sigut membre fundadora de la Càtedra Memòria Històrica XX , dirigida per Julio Aróstegui, a la Universitat Complutense de Madrid (UCM).
En l'àmbit de la història de les dones, Eiroa ha contribuït en l'estudi i coneixement de l'associacionisme femení en el període 1920-1930 i ha investigat la vida de les dones a les presons franquistes durant la postguerra. Un dels seus treballs més rellevants ha sigut la biografia titulada Isabel de Palència. Diplomacia, periodismo y militancia al servicio de la República, que va rebre el XXIII Premi Nacional Victoria Kent en 2013.
Pel que fa a les relacions internacionals, Eiroa ha desenvolupat una nova línia de recerca sobre les relacions entre el franquisme i l'Europa Oriental durant els primers anys de la Guerra Freda. En el marc d'aquesta línia, destaca l'estudi sobre l'exili republicà a L'Europa de l'Est. Entre el 2002 i 2005, va organitzar i dirigir una xarxa temàtica, finançada per les Accions Jean Monnet de la Comissió Europea, que va incloure universitats de països centro-orientals. A més, va analitzar diversos aspectes de la política exterior del franquisme i la diplomàcia republicana durant la guerra civil, destacant els treballs realitzats amb el professor Ángel Viñas. Va ser també professora convidada en diverses universitats internacionals, com la Universitat Carolina de Praga, la Universitat Harvard i la Universitat de Nottingham.
Des del 2016, Eiroa s'ha interessat per la Història digital, explorant les fonts digitals com a recursos per a la història i la representació digital de la guerra civil, el franquisme i la Transició. Amb aquesta finalitat, ha dirigit dos projectes de recerca (HISMEDI) sobre Història, Memòria i Societat Digital, finançats pel Ministeri de Ciència, Innovació i Universitats i els fons FEDER.
Des del gener de 2019 és vocal del Patronat del Centre Documental de la Memòria Històrica de Salamanca. El desembre de 2020, va ser nomenada membre del Consell Assessor Extern del projecte «Fons Documental de la Memòria Històrica a Navarra». Al març de 2022, es va unir al Consell Assessor de la Facultat de Ciències Humanes, Socials i de l'Educació de la Universitat Pública de Navarra. També forma part de nombrosos comitès de congressos i revistes científiques. Des del 2012 al 2023, ha estat coeditora de la revista Hispania Nova i Actualment és membre del seu Consell de Redacció, també del Consell de Redacció de les revistes História y Comunicación Social, Baetica i Femeris, del Consell Editorial de la Fundació Universitària Espanyola (FUE) i de la Col·lecció Memòria de Dona de l'Editorial de la Universitat de Salamanca.

## Reconeixements
El 2013, va rebre el III Premi Nacional Victoria Kent, per a la biografia de la periodista i diplomàtica espanyola Isabel Oyarzábal, figura representativa de la primera meitat del segle xx . Aquest guardó, que concedeix el Seminari d'Estudis de la Dona de la Universitat de Màlaga, té com a objectiu fomentar la recerca sobre temàtiques relacionades amb els estudis de les dones, de gènere o feministes des de qualsevol disciplina científica.
Al juny de 2024 el llibre coordinat per Josefina Cuesta, Mª José Turrión i Rosa Mª Merino (eds.), (2023), Mujeres en guerra, exilio y dictadura (1936-1975), Universitat de Salamanca, Salamanca, ISBN 978-84-1311-799-7, va rebre el premi a la Millor monografia en Ciències Jurídiques i Socials en el XXVII Premis Nacionals d'Edició Universitària. També va contribuir, al costat de José Mª Sanmartí, en el capítol, «Las periodistas que fueron al exilio: perfiles, valores y producción informativa», pàg. 235-254.

## Obra
- 1994 – Barranquero, E., Eiroa San Francisco, M., y Navarro, P., Mujer, cárcel, franquismo. La prisión provincial de Málaga (1937-1945). Aprisa, Málaga. ISBN 84-605-0179-5. (2021)
- 1995 – Viva Franco. Hambre, racionamiento, falangismo. Málaga, 1939-1942. Aprisa, Málaga. ISBN 84-605-2463-9.
- 2001 – Las relaciones de Franco con Europa Centro-Oriental (1939-1955). Ariel, Barcelona. ISBN 9788434466289.
- 2004 – Egido León, M.A., y Eiroa San Francisco, M. (eds.), Los grandes olvidados. Los republicanos de izquierda en el exilio. CIERE, Madrid. ISBN 84-609-0167-X
- 2008 – Eiroa, M. y Carrera, Mª. P.España, voz en Off. Teoría y praxis de la prensa española en el contexto de la Guerra Fría. Tirant Lo Blanch, Valencia. ISBN 978-84-9876-234-1.
- 2009 – Eiroa, M. y Requena, M. (coords.). Al lado del gobierno republicano. Los brigadistas de Europa del Este en la guerra civil española. Ediciones de la Universidad de Castilla-La Mancha, Colección Luz de la Memoria, nº 8, Cuenca. ISBN 978-84-8427-764-6.
- 2009 – Política internacional y comunicación en España, 1939-1975. Las cumbres de Franco con Jefes de Estado. Ministerio de Asuntos Exteriores, ISBN 978-8485290833.[17]
- 2014 – Isabel de Palencia. Diplomacia, periodismo y militancia al servicio de la República. Servicio de Publicaciones de la Universidad de Málaga. ISBN 978-84-9747-716-1.[18]
- 2017 – Eiroa, M. y Barranquero, A. Métodos de investigación en la comunicación y sus medios. Síntesis, Madrid. ISBN 978-84-9077-472-4.
- 2018 – Españoles tras el Telón de Acero. El exilio republicano y comunista en la Europa socialista. Marcial Pons. ISBN 9788416662289.
- 2018 –  Eiroa, M. (coord.) Historia y Memoria en Red. Un nuevo reto para la historiografía, Síntesis, Madrid, ISBN 978-84-9171-184-1.
- 2021 – Egido, A. Eiroa, M., Lemus, E; Santiago, M. (dirs.)., Mujeres en el exilio republicano de 1939. Homenaje a Josefina Cuesta. Ministerio de la Presidencia, Secretaria de Estado para la Memoria Democrática, Madrid, ISBN 978-84-7471-155-4.
- 2021 – Eiroa, M. (coord.)La Transición en directo: narrativas digitales de una historia reciente, Síntesis, Madrid, ISBN 978-84-1357-107-2.
- 2022 – Franco, de héroe a figura cómica de la cultura contemporánea. Tirant Lo Blanch. ISBN 9788419071026.[19]